# Norops macrinii
Norops macrinii este o specie de șopârle din genul Norops, familia Polychrotidae, descrisă de Smith 1968. A fost clasificată de IUCN ca specie cu risc scăzut. Conform Catalogue of Life specia Norops macrinii nu are subspecii cunoscute.